# Venus Hum
Venus Hum es una banda de música electrónica y pop estadounidense originaria de Nashville, Tennessee e integrada por Annette Strean (vocalista) y los músicos Kip Kubin y Tony Miracle (interpretan múltiples instrumentos).
Miracle padece una afección cardíaca poco común debido a la cual escucha constantemente el resonar de los latidos de su propio corazón en sus oídos. Dicha afección es conocida en inglés como "Venous hum" (literalmente en castellano "murmullo venoso"), término que dio origen al nombre del grupo.
El primer álbum (homónimo de la banda) fue lanzado en el año 2001, mientras que "Big Beautiful Sky", el más exitoso y conocido hasta la fecha, le siguió dos años después. En 2003 abrieron la gira de Blue Man Group, con Anette poniendo la voz en "I Feel Love" (versión del tema de Donna Summer), en colaboración con esta banda.
Para el lanzamiento de su EP "Songs for Superheroes" colaboraron con J.J. Abrams (Lost, Alias y Misión imposible 3). Durante el mismo periodo Kubin dirigió algunos vídeos musicales y Miracle lanzó un disco solista de música experimental.
En 2006 el grupo se reorganizó lanzando el álbum "The Colors In The Wheel" el 25 de julio.
En octubre de 2009 lanzaron su cuarto álbum titulado Mechanics & Mathematics.

## Discografía

### Álbumes de estudio
- Venus Hum (2001).
- Big Beautiful Sky (1 de abril de 2003).
- The Colors In The Wheel (25 de julio de 2006).
- Mechanics & Mathematics (6 de octubre de 2009).

### EP
- Promo Fun Kit (1999).
- Switched on Christmas (2000).
- Hummingbirds (22 de octubre de 2002).
- Songs for Superheroes (1 de enero de 2004).
- Yes and No (2006).
- Surgery in the Sky (2007).

### Sencillos
- Montana (2003).
- Soul Sloshing (2003).

### Discos de vinilo
- Hummingbirds (2002).
- Montana (2003).
- Soul Sloshing (2003).